# Pachyurus adspersus
Pachyurus adspersus es una especie de pez de la familia Sciaenidae.

## Morfología
Los machos pueden llegar alcanzar los 26,4 cm de longitud total.

## Hábitat
Es un pez de agua dulce, de clima tropical y bentopelágico.

## Distribución geográfica
Se encuentran en Sudamérica: Brasil. 